# Bisdom Viana (Brazilië)
Het bisdom Viana (Latijn: Dioecesis Vianensis) is een rooms-katholiek bisdom met als zetel Viana, in Brazilië. Het bisdom is suffragaan aan het aartsbisdom São Luís do Maranhão.

## Geschiedenis
Het bisdom werd opgericht op 30 oktober 1962, uit delen van het aartsbisdom São Luís do Maranhão. 

## Parochies
Het bisdom had in 2020 een oppervlakte van 26.000 km2 en telde 678.520 inwoners waarvan 79,8% rooms-katholiek was.

## Bisschoppen
- Amleto de Angelis (30 mei 1963 - 25 februari 1967)
- Francisco Hélio Campos (14 april 1969 - 23 januari 1975)
- Adalberto Paulo da Silva (3 april 1975 - 24 mei 1995)
- Xavier Gilles de Maupeou d’Ableiges (18 februari 1998 - 7 juli 2010)
- Sebastião Lima Duarte (7 juli 2010 - 20 december 2017)
- Evaldo Carvalho dos Santos (20 februari 2019 - heden)

São Luís do Maranhão (aartsbisdom) · Bacabal · Balsas · Brejo · Carolina · Caxias do Maranhão · Coroatá · Grajaú · Imperatriz · Pinheiro · Viana · Zé Doca